# 南锡高等商学院
南锡高等商学院（ICN Business School）是一所位于法国南锡的高等商学院，隶属法国洛林大学。该校现有四个校区：两个法国校区（南锡和巴黎拉德芳斯校区）、两个德国校区（纽伦堡和柏林校区）。

## 历史
南锡高等商学院前身为“南锡商学院”（法语为 Institut commercial de Nancy ，缩写为ICN），于1905年由默尔特-摩泽尔省工商会（Chambre de commerce et d'industrie de Meurthe-et-Moselle）创办。1999年，南锡商学院与南锡国立高等艺术学院、南锡国立高等矿业学院成立了ARTEM联盟（Art艺术, Technology科技, Management管理）。2003年，南锡商学院改制为南锡高等商学院, 成为一所隶属于洛林大学的私立高等教育机构。2017年，与ARTEM联盟高校一起迁到法国南锡新ARTEM校区。2018年，南锡高等商学院建立巴黎校区。2019年，建立柏林校区。

## 排名
英国《金融时报》(Financial Times) 2021年“最佳管理学硕士”排名中，南锡高等商学院在法国商学院中排名第15名。